# Emma P. Carr
Emma Perry Carr (Holmesville, 23 luglio 1880 – Evanston, 7 gennaio 1972) è stata una spettroscopista e insegnante di chimica statunitense.

## Biografia
La Carr nacque a Holmesville, Ohio terza dei cinque figli di Edmund e Anna Carr.
Dopo la sua nascita, la sua famiglia si trasferì a Coshocton, Ohio. Il padre era medico; la madre era attiva nella Chiesa metodista. Anche Emma partecipava alle pratiche religiose e suonava l'organo della chiesa. La passione per la musica la porterà poi a suonare il violoncello fino a quando, in età avanzata, dovette smettere a causa dell'artrite.

Frequentò le scuole superiori a Coshocton, prima di studiare chimica all'Università statale dell'Ohio, dal 1898 al 1899, avendo come insegnante William McPherson, e poi al Mount Holyoke College dal 1900 al 1902.
Rimase al Mount Holyoke come assistente nel dipartimento di chimica per frequentare poi l'Università di Chicago dove all'ultimo anno si occupò di chimica fisica, ricevendo il Bachelor of Science nel 1905.
Trascorse poi due anni insegnando presso il Mount Holyoke prima di tornare a Chicago, dove studiò per il Dottorato di ricerca, che conseguì nel 1910.

Con il suo Ph.D. tornò a Mount Holyoke come professoressa nel 1910 e fu nominata Capo di Dipartimento a trentatré anni, nel 1913.

Si occupò dei metodi spettroscopici per lo studio delle configurazioni elettroniche delle molecole organiche.
Nel 1918 pubblicò il suo primo articolo su questo argomento intitolato "Gli spettri di assorbimento di alcuni derivati del ciclopropano" (The absorption spectra of some derivatives of cyclopropane).

Nel 1919 si recò alla Queen's University di Belfast, in Irlanda, per apprendere le teorie e le tecniche più aggiornate nel campo della spettroscopia dell'ultravioletto.

Fece uno studio sistematico degli spettri ultravioletti di idrocarburi e riuscì a stabilire un legame tra le frequenze assorbite e la variazione di entalpia di combustione dei composti.

Partecipò anche alla stesura delle International Critical Tables dell'International Research Council dove lavorò con il professor Victor Henri dell'Università di Zurigo.

Si ritirò nel 1946.
La Carr fu la prima a ricevere nel 1937 la Medaglia Garvan-Olin della American Chemical Society (ACS), premio istituito "per riconoscere l'impegno femminile nella chimica".
Ricevette inoltre il James Flack Norris Award for Outstanding Achievement in Didattica della Chimica dalla Sezione nord-orientale della ACS nella primavera del 1957 (con Mary Lura Sherrill).
L'edificio di chimica del Mount Holyoke College le è stato dedicato nel 1955.

Quando la sua salute cominciò a peggiorare, si trasferì in una casa di cura a Evanston, Illinois, più vicino al nipote, James Carr, e al resto della sua famiglia. Morì di infarto il 7 gennaio 1972.